# خالد اوزگور ساری
خالد اوزگور ساری (به ترکی استانبولی: Halit Özgür Sarı؛ زادهٔ ۴ اکتبر ۱۹۹۳) بازیگر و مدل اهل ترکیه است. به دلیل ایفای نقش قدیر در مجموعۀ تلویزیونی خواهر و برادرانم شناخته می‌شود.

## زندگی‌نامه و تحصیلات
ساری ۴ اکتبر ۱۹۹۳ در استانبول به دنیا آمد. ساری فرزند دوم خانواده است و تنها یک خواهر دارد. پدربزرگ او عرب‌تبار است که از شهر حلب به ترکیه مهاجرت کرده‌است. او پس از فارغ‌التحصیلی از دبیرستان از دانشگاه بیلگی استانبول، در رشته اقتصاد فارغ التحصیل شد. خالد در دوران دبیرستان و کالج خود مدل شد و چهره تبلیغاتی بسیاری از برندها شد. او در طول این سال‌ها بازیگری را نزد اسرا کیزیل‌دوغان بازیگر ترکیه‌ای در استودیوی کارگاه بازیگری پایه و پیشرفته آموخت.

## حرفه
در سال ۲۰۱۸، ساری کار خود را در مجموعۀ تلویزیونی قیام ارطغرل آغاز کرد،  که توسط شبکه تی‌آرتی ۱ ساخته شده با نقش سلیمان آلپ پسر سلجان خاتون پخش شد. او بعداً به شخصیت «عارف» در مجموعهٔ تلویزیونی اصلی نتفلیکس، محافظ در سال ۲۰۲۰ جان بخشید و بعداً در فیلم قهرمان در نقش کرم اوزر شرکت کرد که بیشتر به خاطر آن شهرت دارد. پخش در تی‌آرتی ۱ او همچنین نقش مراد سرسیلماز را در مجموعهٔ تلویزیونی اتاق قرمز که از تی‌وی ۸ ترکیه پخش می‌شود، بازی کرد. او به حضور کوتاه در پروژه‌های بزرگ معروف است.

## زندگی شخصی
ساری از طرفداران سر سخت باشگاه فوتبال فنرباغچه است. او گفته که در دوران کودکی اش آرزو داشت فضانورد شود. او همچنین گفته است که زیاد می‌خوابد و فقط وقتی از خواب بیدار می‌شود که صداش کنند اما به هیچ وجه برای هیچ‌چیزی دیر نمی‌کند. او در اینستاگرام ۳ میلیون دنبال کننده دارد. خالد فردی آزاد، فداکار، شاد و سروقت است و به خواب، فوتبال، بسکتبال، سوارکاری، گیتار و شنا علاقه مند است.

## فیلم‌شناسی
| مجموعۀ تلویزیونی                         | مجموعۀ تلویزیونی         | مجموعۀ تلویزیونی      | مجموعۀ تلویزیونی | مجموعۀ تلویزیونی |
| سال                                      | عنوان                    | نقش                   | شبکه تلویزیونی   | توضیحات          |
| ---------------------------------------- | ------------------------ | --------------------- | ---------------- | ---------------- |
| ۲۰۱۸–۲۰۱۹                                | قیام ارطغرل              | سلیمان آلپ            | تی‌آرتی ۱         | نقش مکمل         |
| ۲۰۱۹–۲۰۲۰                                | قهرمان                   | کرم اوزر              | تی‌آرتی ۱         | نقش مکمل         |
| ۲۰۲۰                                     | اتاق قرمز                | مراد سرسیلماز         | تی‌وی ۸ ترکیه     | نقش مکمل         |
| ۲۰۲۱                                     | خواهر و برادرانم         | قدیر ارن              | آتی‌وی            | نقش اصلی         |
| ۲۰۲۲                                     | محرمانه                  | پامیر اولاش/لونت گونش | فاکس تی‌وی        | نقش اصلی         |
| ۲۰۲۲                                     | شوی امشب با ابراهیم سلیم | خودش                  | فاکس تی‌وی        | مهمان            |
| ۲۰۲۳–اکنون                               | وحشی                     | یامان                 | فاکس تی‌وی        | نقش اصلی         |
| مجموعهٔ تلویزیونی اینترنتی و فیلم سینمایی |                          |                       |                  |                  |
| سال                                      | عنوان                    | نقش                   | پلتفرم           | توضیحات          |
| ۲۰۲۰                                     | محافظ                    | عارف                  | نتفلیکس          | نقش مکمل         |
| ۲۰۲۱                                     | تابستان قبل              | بوراک                 | نتفلیکس          | نقش اصلی         |
| ۲۰۲۲                                     | درس خصوصی                | بوراک                 | نتفلیکس          | نقش اصلی         |